# میکولا آویلود
میکولا آویلود (اوکراینی: Микола Вікторович Авілов؛ زادهٔ ۶ اوت ۱۹۴۸) ورزشکار دهگانه اهل اتحاد جماهیر شوروی سوسیالیستی بود.
وی در مسابقات کشوری و بین‌المللی در مجموع برندهٔ ۲ مدال طلا، ۱ مدال نقره، ۱ مدال برنز شده‌است.